# Maria Teresa de Noronha
Maria Teresa do Carmo de Noronha Guimarães Serôdio (Paraty) (São Sebastião da Pedreira, Lisboa, 7 de novembro de 1918 — São Pedro de Penaferrim, Sintra, 4 de julho de 1993) foi uma fadista portuguesa.

## Carreira
Mostrando desde cedo uma grande aptidão para o Fado, começou por cantar em festas de família e amigos. Em Alcochete, numa propriedade da sua família onde passava o verão, surpreendia, de quando em quando, a população com a sua esplendorosa voz, em serões de fado ao ar livre.
Depois que passou a atuar junto dos apreciadores de Fado tornar-se-ia a ser conhecida pela sua expressão artística, ganhando muitos admiradores. Em 1938 a Emissora Nacional convida Maria Teresa a atuar, tendo sido acompanhada pelo guitarrista Fernando Freitas e pelo violista Abel Negrão, numa apresentação aos ouvintes feita por D. João da Câmara. O êxito obtido levou-a a iniciar o programa semanal Fados e Guitarradas, que foi um substituto do programa de fados Retiro da Severa e esteve no ar 23 anos seguidos, sendo realizado de 15 a 15 dias, com o alinhamento de quatro fados e uma guitarrada.
Em 1939 grava o seu primeiro álbum O Fado dos Cinco Estilos. Canções como Fado da Verdade, Fado Hilário e Fado Anadia seriam êxitos que muito agradaram ao grande público, assim como outros fados do seu repertório, entre os quais: Nosso Fado, Fado Menor e Maior, Minhas Penas, Pintadinho, Pombalinho ou Fado Rio Maior. Em 1961 decide acabar o programa Fados e Guitarradas e abandonar a Emissora Nacional. Contudo, continuará a cantar em privado, com transmissão na Emissora. 
De entre as suas atuações no estrangeiro destaca-se a sua deslocação a Espanha em 1946, por ocasião do Festival da Feira do Livro de Barcelona, e ainda a Madrid, a convite do Governo espanhol, para actuar no Hotel Ritz, onde obteve um êxito estrondoso. Ainda em 1946 vai ao Brasil e é igualmente muito apreciada. Actuou no Mónaco para Grace Kelly e Rainer III e, em 1964, desloca-se a Londres para actuar na BBC.
A sua maneira de se expressar, em que sobressaía a sua dicção perfeita, e a forma como dominava as figurações intrincadas como os «pianinhos» e os «roubados», tornou-a criadora de um estilo muito próprio, que fez escola e é considerado, porventura, o mais puro do que se convencionará chamar-se Fado aristocrático.

## Família
Proveniente de uma família com raízes aristocratas, era filha de D. António Maria de Sales do Carmo de Noronha (Santa Maria de Belém, Lisboa, 20 de janeiro de 1880 — Lisboa, 2 de fevereiro de 1954) e de sua mulher Maria Carlota Appleton de Noronha Cordeiro Feio (Santa Isabel, Lisboa, 19 de setembro de 1889 — ?), cujo casamento se realizou em Lisboa, na paróquia da Pena, em 6 de fevereiro de 1904. Era bisneta, pelo lado paterno, de D. João Inácio Francisco de Paula de Noronha, 2.º Conde de Parati, e de D. Vasco António de Figueiredo Cabral da Câmara, 3.º Conde de Belmonte, e, pelo lado materno, descendente dos Condes dos Arcos.

A 17 de dezembro de 1947, casou na igreja paroquial do Santo Condestável, em Lisboa, com José António Barbosa de Guimarães Serôdio (Coração de Jesus, Lisboa, c. 1915 — São Pedro de Penaferrim, Sintra, 1 de março de 1987), 3.º conde de Sabrosa, filho de João Davidson Barbosa Guimarães Serôdio e de Maria Eugénia Barbosa Guimarães Serôdio, ambos naturais de Lisboa (ele da freguesia do Coração de Jesus e ela da freguesia de Santa Isabel). Conhecido como José António Sabrosa, José António Barbosa de Guimarães Serôdio era empregado comercial de profissão, mas sobretudo um grande admirador do fado, guitarrista amador e compositor.

## Homenagem
Possui desde 1994 uma rua com o seu nome no Bairro do Caramão da Ajuda, Lisboa e outra em Alcochete.